# Campanula arvatica
Campanula arvatica là loài thực vật có hoa trong họ Hoa chuông. Loài này được Lag. mô tả khoa học đầu tiên năm 1805.